# .no
.no is het achtervoegsel van domeinen van websites uit Noorwegen.